# Żółwin (województwo mazowieckie)
Żółwin – wieś sołecka w Polsce, położona w województwie mazowieckim, w powiecie pruszkowskim, w gminie Brwinów.
W latach 1975–1998 wieś należała administracyjnie do województwa warszawskiego.
Wieś szlachecka Żółwinie położona była w drugiej połowie XVI wieku w powiecie błońskim ziemi warszawskiej województwa mazowieckiego.
Wieś Żółwin położona jest na skraju Lasów Młochowskich od strony wschodniej. Sąsiaduje z miejscowościami takimi jak: Owczarnia od zachodu, Podkowa Leśna od północy, od południa zaś z terenami gmin Nadarzyn i Grodzisk Mazowiecki. Jest jednym z trzech sołectw (wraz z Owczarnią i Terenią), które nie są terytorialnie powiązane z pozostałą częścią gminy Brwinów. Oddziela je miasto Podkowa Leśna, należące do powiatu grodziskiego.

## Historia
Wieś i folwark Żółwin były częścią powiatu błońskiego, w gminie Młochów w parafii Brwinów już w 1580 roku, wzmiankowane jako dobra jedno łanowe Józefa Parzniewskiego oraz Katarzyny Rogowskiej.
W 1852 r. 35-letnia wówczas hrabina Michalina Rzyszczewska z rodu Radziwiłłów, żona Leona Rzyszczewskiego herbu Pobóg, kupiła Żółwin, Kopaną i Grudów. W czerwcu 1853 roku rozpoczęto budowę słynnego pałacu w Żółwinie, według projektu Józefa Bobińskiego, gdy Michalina Rzyszczewska wróciła z podróży do Wenecji. Bardzo często zmieniał on właścicieli. Należał do Eustachego Marylskiego, następnie do rodziny Zielińskich, a później do Szellerów. Od 1930 roku właścicielem majątku był Michał Natanson. W 1940 roku odkupił go Henryk Witaczek, związany z Centralną Doświadczalną Stacją Jedwabniczą w Milanówku. W majątku zaczęto uprawiać morwę, a w końcu powstała duża plantacja, służąca przez wiele lat celom badawczym i doświadczalnym. Pałac w Żółwinie zaś stał się schronieniem dla wielu wygnańców z Kresów Wschodnich, a po upadku powstania warszawskiego – dla warszawiaków. Wśród gości państwa Witaczków było wiele znanych osób, m.in. Maria Dąbrowska, Ewa Szelburg-Zarembina, Ferdynand Ossendowski.
Po wojnie dwór należał do Instytutu Włókien Naturalnych w Poznaniu – Zakładu Badawczego Jedwabiu Naturalnego w Żółwinie. Z biegiem lat jednakże otoczenie i sam dwór stawały się coraz bardziej zaniedbane. Współcześnie dwór należy do rodziny Prokopowicz i jest odrestaurowany.

## Stan obecny
W 2011 Żółwin liczył 1363 mieszkańców i był jednym z 15 sołectw wchodzących w skład gminy Brwinów.
Wieś zatraca charakter rolniczy, znaczna część mieszkańców znajduje zatrudnienie w zakładach i firmach na terenie Warszawy i województwa mazowieckiego. Na terenie wsi funkcjonuje 177 podmiotów gospodarczych (w tym 146 osób prowadzących działalność gospodarczą), głównie zajmujących się usługami.
Na terenie wsi znajdują się atrakcyjne tereny budowlane i rekreacyjne – działki pod zabudowę jednorodzinną, domki letniskowe oraz działalność gospodarczą. Stopniowo rozbudowywana jest infrastruktura – sieć kanalizacyjna, wodociągowa, gazociąg, telefony, a także sieć dróg gminnych.
Znajduje się tu nowoczesna szkoła podstawowa wraz z oddziałami dawnego gimnazjum. Nowe przedszkole dla 150 dzieci otworzy swoje drzwi w 2020 roku.
Działa Ludowy Klub Sportowy „Wolta”, oferujący jazdy konne dla początkujących oraz zaawansowanych. Ponadto na terenie wsi działa Ochotnicza Straż Pożarna.
W Żółwinie działa stowarzyszenie mieszkańców pod nazwą Stowarzyszenie Przyjaciół Żółwina i Tereni „Nasz Żółwin” działające na rzecz lokalnej społeczności, jej integracji, bezpieczeństwa na drogach, jak również rozwoju wspólnych zainteresowań i pasji.

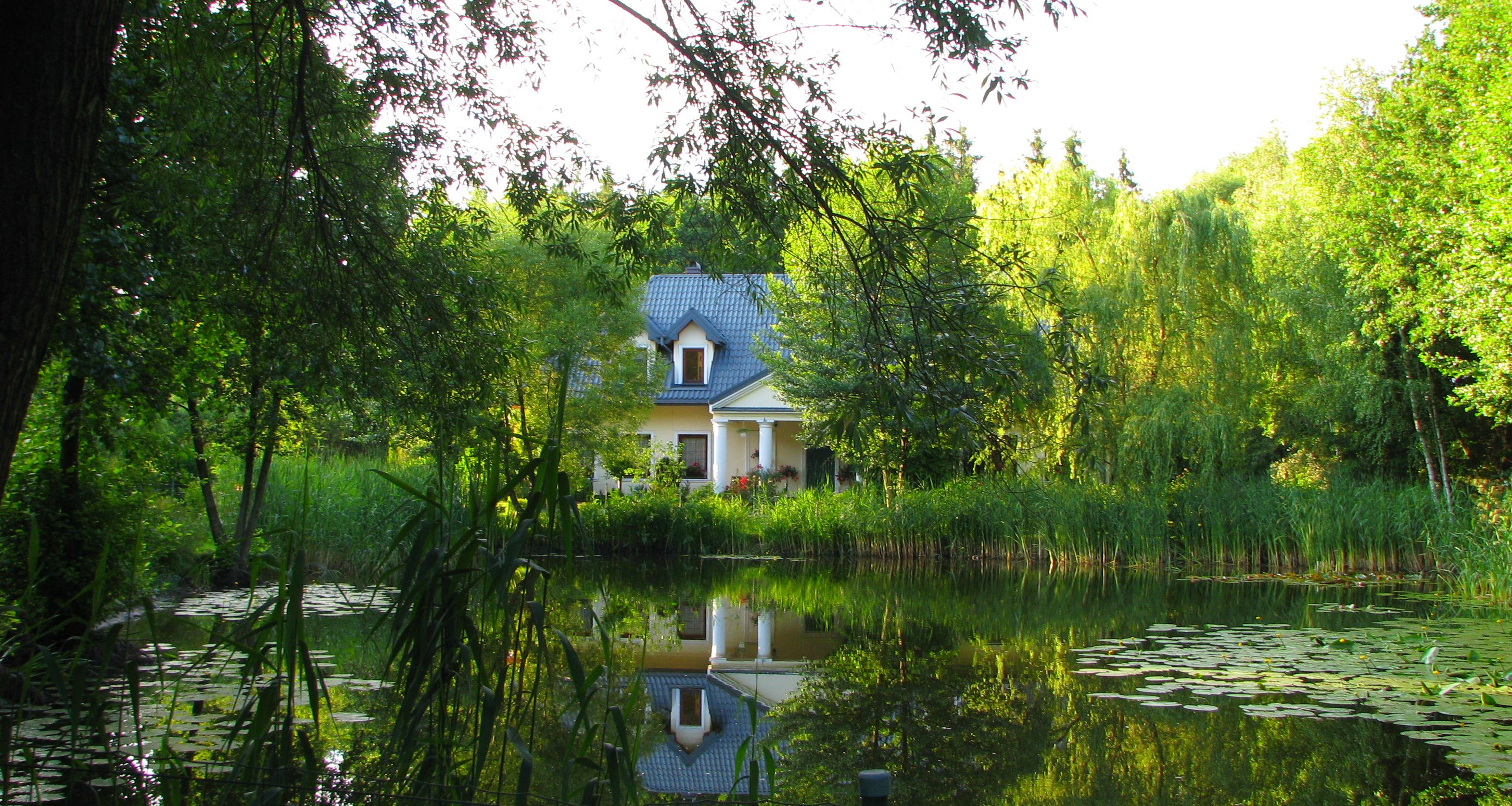
Dwór nad stawem
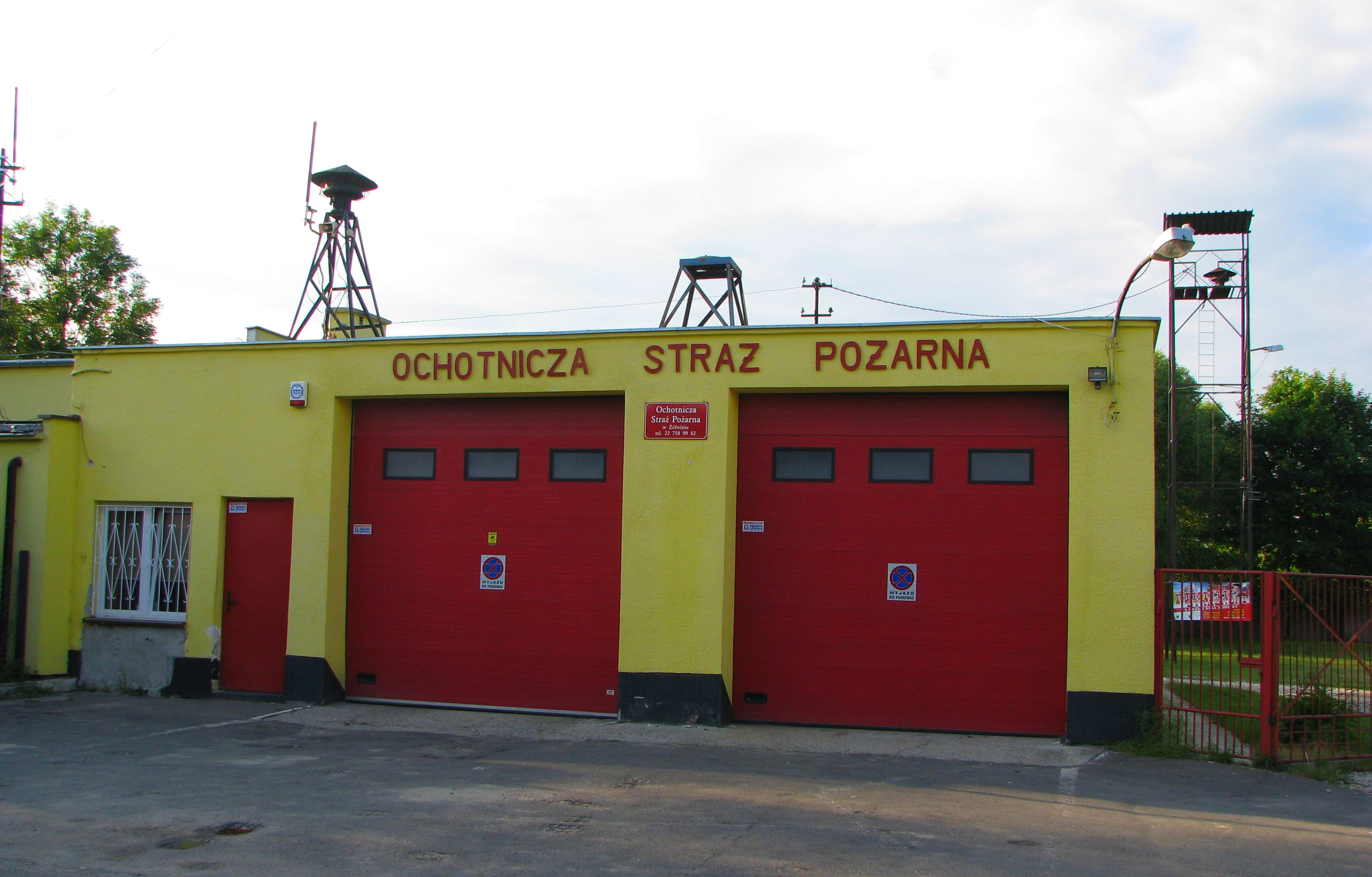
Remiza strażacka
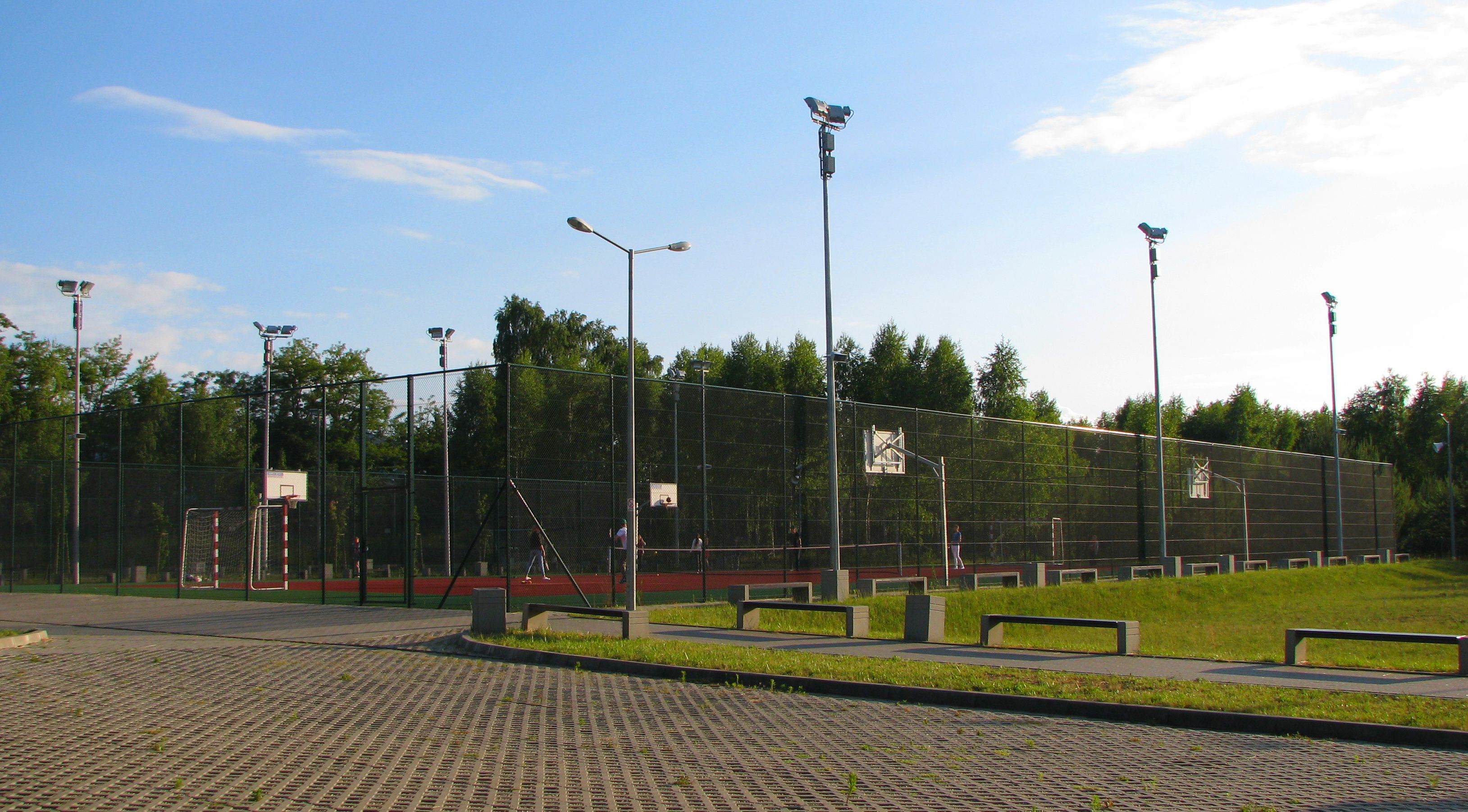
Boiska Orlik
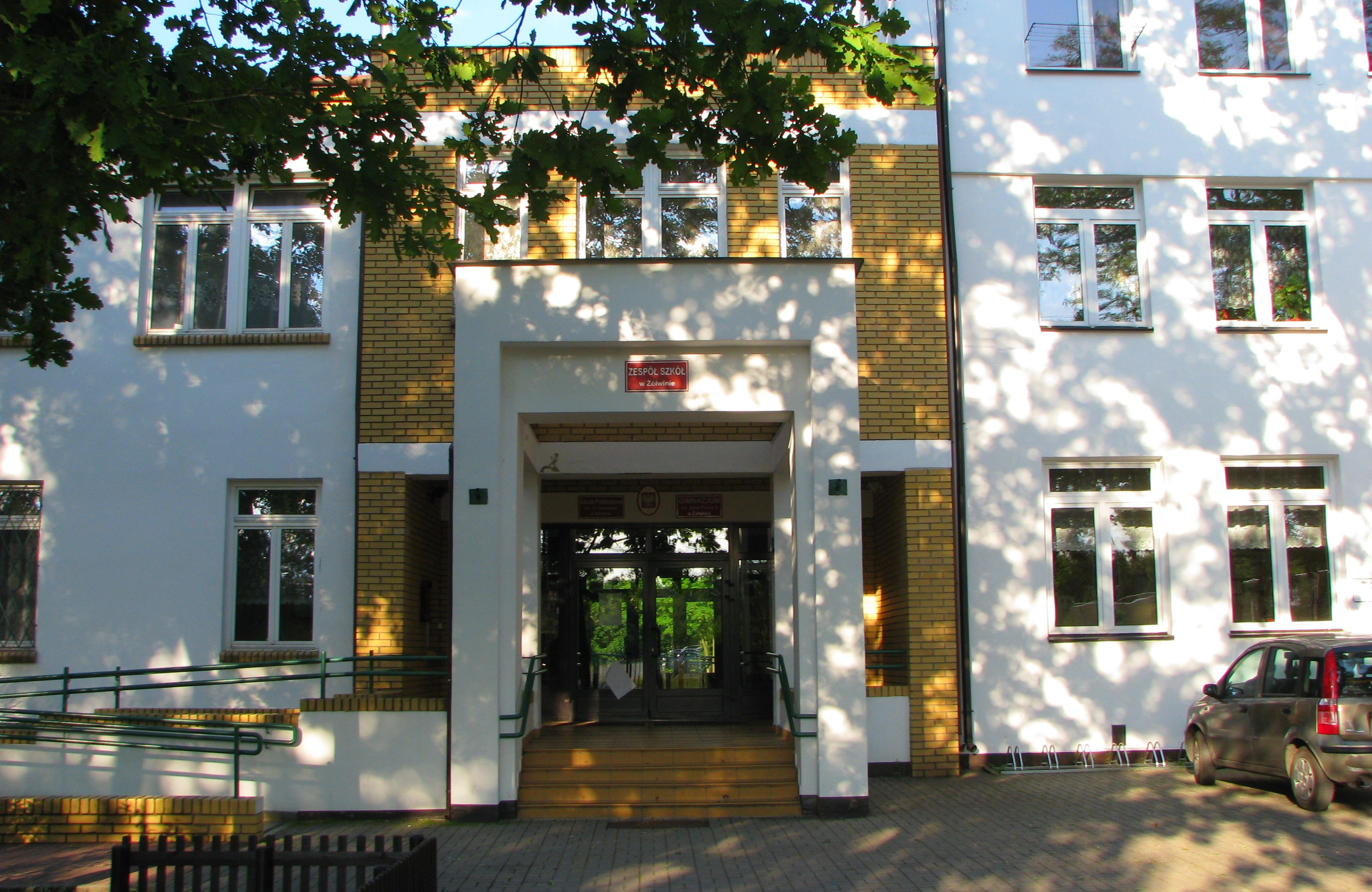
Szkoła podstawowa

## Zabytki
- Dwór w Żółwinie
- Dwór w Zarybiu